# Phân tích định lượng tài chính
Phân tích định lượng tài chính là một cách lượng hóa các tính chất, quy luật tác động giữa các yếu tố trong quá trình hoạt động tài chính kinh tế. Dựa vào những ảnh hưởng lẫn nhau của các yếu tố tài chính, đưa ra độ đo cụ thể phản ánh ứng độ ảnh hưởng, tương tác của các yếu tố tài chính, quy luật tài chính trên những con số cụ thế. Cơ sở dữ liệu đầu vào được xử lý đúng nguyên tắc thống kê qua các thời kỳ, phân tích dựa trên lý thuyết kinh tế lượng, xác suất toán học và thực hiện tiến hành dự báo các hiện tượng tài chính trong tương lai với một đại lượng tin cậy kèm theo.